# Meteorologiåret 1992

## Händelser

### Januari
- 1 januari – En orkan härjar i Norge på nyårsdagen [1]
- 10 januari – I Newford Shropshire, West Midlands i England, Storbritannien uppmäts temperaturen −26.1, °C (−15.0 °F), vilket blir Englands lägst uppmätta temperatur någonsin [2].
- 11 januari - 206 millimeter nederbörd faller över Grøndalen, Norge vilket innebär norskt dygnsnederbördsrekord för månaden [3].

### Februari
- Februari – Väderpresentationen i SVT:s Rapport vinner första pris vid International Weather Forecasters Festival i Paris, Frankrike i konkurrens med 47 av alla de större TV-kanalerna i Europa och USA [4].

### Maj
- 27 maj – Vid Vágar flygplats, Färöarna uppmäts temperaturen + 20.8 °C, vilket blir Färöarnas högst uppmätta temperatur för månaden [5].

### Juni
- 16 juni – 27 tornados uppmäts i Minnesota, USA [6].
- 20 juni – Mycket kalla temperaturer uppmäts i norra Minnesota, USA skadar åkrar [6].

### Juli
- 28 juli - Full storm råder vid Svenska Högarna [7].

### Augusti
- Augusti - Orkanen Andrew drabbar de södra delarna av delstaterna Florida och Louisiana i USA.
- 10 augusti – Med + 35,5 °C i Torup, Sverige uppmäts värmerekord för Halland [8].
- 11 augusti – I Võru, Estland uppmäts temperaturen + 35.6 °C (96.1 °F), vilket blir Estlands högst uppmätta temperatur någonsin [9].

### September
- 16 september – Regn med översvämningar i Minnesota, USA orsakar brokollaps [10].

### Oktober
- Oktober - Kraftiga snöfall, med lokalt över 30 centimeter snö, i Götaland, Sverige [11].
- 1 oktober - Regina i Saskatchewan, Kanada upplever sin varmaste oktoberdag någonsin då mätaren når + 32 °C [12].
- 7 oktober – Vid Kirkja, Färöarna uppmäts temperaturen + 18.8 °C, vilket blir Färöarnas högst uppmätta temperatur för månaden [5].
- 15 oktober
  - 126,8 millimeter nederbörd faller över Söderhamn, Sverige vilket innebär nytt svenskt dygnsnederbördsrekord för månaden [13].
  - Med medeltemperaturen -10,2, 7,7 grader under det normala, upplever Sihccajavri Norges kallaste oktobermånad någonsin [14].
  - I Nikkaluokta och Naimakka, Sverige sjunker temperaturen under -25°, vilket blir svenskt rekord för tidigaste datum för temperatur under -25° [15].
- 17 oktober – 80 centimeter snö uppmäts i Åsnorrbodarna, Sverige vilket svenskt snödjupsrekord för månaden, frånsett Svenska Fjällen och närliggande områden [16].

### December
- 10 december – Duluths hamn i Minnesota, USA ligger delvis istäckt [17].
- 20 december – Vid forskningsstationen Tarfala vid Kebnekaisemassivet i Sverige uppmäts vinden till 81 meter per sekund under en korttvarig vindstöd [18].
- 26 december – Ett oväder med 30 meter per sekund vid Luleå flygplats drar fram över Norrbotten, Sverige och fäller skog [19]. Orkanbyar i norra Norrland skadar skog, hus, el och telekommunikation [20].

## Avlidna
- 26 mars - Hurd Curtis Willett, 89, amerikansk meteorolog, utvecklare av tekniker för femdygnsprognoser.
- Okänt datum – Clarrie McCue, australisk meteorolog.

### Fotnoter
1. ↑  MET met.no
2. ↑  ”weather extremes”. Met Office. Arkiverad från originalet den 29 december 2010. https://web.archive.org/web/20101229172517/http://www.metoffice.gov.uk/climate/uk/extremes/index.html. Läst 11 januari 2011.
3. ↑  MET
4. ↑  John Pohlmans blogg 21 november 2010 - TV-väder historik del 9 Arkiverad 15 december 2010 hämtat från the Wayback Machine.
5. 1 2  ”Vejrekstremer i Danmark DMI”. Arkiverad från originalet den 19 januari 2013. https://web.archive.org/web/20130119135922/http://www.dmi.dk/dmi/index/danmark/meteorologiske_ekstremer_i_danmark.htm. Läst 17 februari 2011.
6. 1 2  ”Arkiverade kopian”. Arkiverad från originalet den 26 juli 2010. https://web.archive.org/web/20100726102347/http://www.climate.umn.edu/pdf/day_in_weather_history/june_wx_history.pdf. Läst 16 februari 2011.
7. ↑  ”SMHI”. Arkiverad från originalet den 4 mars 2016. https://web.archive.org/web/20160304201652/http://www.smhi.se/nyhetsarkiv/stormbyar-pa-vastkusten-1.4835. Läst 6 februari 2011.
8. ↑  SMHI
9. ↑  ”EMHI”. Emhi.ee. 11 augusti 1992. http://www.emhi.ee/index.php?ide=6,747,748. Läst 20 augusti 2010.
10. ↑  ”Arkiverade kopian”. Arkiverad från originalet den 26 juli 2010. https://web.archive.org/web/20100726102501/http://www.climate.umn.edu/pdf/day_in_weather_history/september_wx_history.pdf. Läst 16 februari 2011.
11. ↑  SMHI
12. ↑  ”Dan, Dan the Weatherman's Canadian Weather Trivia Page”. Arkiverad från originalet den 9 september 2013. https://web.archive.org/web/20130909001246/http://www.dandantheweatherman.com/cantriv.html. Läst 7 mars 2011.
13. ↑  SMHI Arkiverad 26 augusti 2010 hämtat från the Wayback Machine.
14. ↑  ”MET”. Arkiverad från originalet den 15 december 2010. https://web.archive.org/web/20101215194451/http://met.no/?module=Articles;action=Article.publicShow;ID=7494. Läst 6 februari 2011.
15. ↑  SMHI
16. ↑  ”SMHI”. Arkiverad från originalet den 28 januari 2015. https://web.archive.org/web/20150128113357/http://www.smhi.se/kunskapsbanken/meteorologi/halsinglands-klimat-1.4970. Läst 5 februari 2011.
17. ↑  ”Arkiverade kopian”. Arkiverad från originalet den 15 december 2010. https://web.archive.org/web/20101215013148/http://climate.umn.edu/pdf/day_in_weather_history/december_wx_history.pdf. Läst 16 februari 2011.
18. ↑  SMHI
19. ↑  ”SMHI”. Arkiverad från originalet den 18 april 2011. https://web.archive.org/web/20110418031323/http://www.smhi.se/kunskapsbanken/meteorologi/norrbottens-klimat-1.5008. Läst 5 februari 2011.
20. ↑  John Pohlmans blogg 23 december 2010 - Julhelger, en tillbakablick Arkiverad 26 december 2010 hämtat från the Wayback Machine.